# Пак Сон Хёк
Пак Сон Хёк (кор. 박성혁?, 朴成赫?; 30 мая 1990, Пхеньян, КНДР) — северокорейский футболист, играет на позициях защитника и полузащитника, выступает в составе клуба «Собэксу». Выступал в сборной КНДР.

## Карьера

### Клубная
С 2009 года выступает в Северокорейской лиге за кэсонский клуб «Собэксу».

### В сборной
В составе главной национальной сборной КНДР выступает с 2009 года. В 2010 году Пак был включён в заявку команды на финальный турнир чемпионата мира в ЮАР. Перед первым матчем на турнире Сон Хёк покинул расположение команды; некоторыми предполагалось, что он и ещё три игрока сборной попросили в ЮАР политического убежища. Позже ФИФА сообщила, что у корейской делегации все игроки находятся в команде, вскоре они были замечены в командном автобусе. На турнире, однако, Пак не сыграл ни разу.